# Andrzejów (powiat gostyniński)
Andrzejów – osada w Polsce, w województwie mazowieckim, w powiecie gostynińskim, w gminie Szczawin Kościelny.
Do 2023 miejscowość była częścią wsi Gołas.
W latach 1975–1998 Andrzejów należał administracyjnie do województwa płockiego.